# 803 Picka
A 803 Picka (ideiglenes jelöléssel 1915 WS) egy kisbolygó a Naprendszerben. Johann Palisa fedezte fel 1915. március 21-én.